# Jewtopia
Pour plus de détails, voir Fiche technique et Distribution.
Jewtopia est un film américain indépendant, coécrit et réalisé par Bryan Fogel, sorti en 2012.

## Synopsis
Christian O'Connell a rencontré la fille de ses rêves Alison Marks. Malheureusement, Christian a dit à Alison (qui est la fille d'un rabbin) qu'il s'appelait Avi Rosenberg et qu'il était Juif, ce qui n'est pas vrai. Désespéré de garder l'illusion, il se tourne vers son meilleur ami d'enfance, Adam Lipschitz pour lui apprendre à « agir juif ». Mais Adam a ses propres problèmes, avec une fiancée qui le rapproche d'une dépression nerveuse à l'approche de leur mariage. Avec les meilleures intentions, Adam et Christian tentent de s'entraider, mais les choses vont vite tourner complètement mal.

## Fiche technique
Sauf indication contraire, les informations mentionnées dans cette section peuvent être confirmées par la base de données cinématographiques IMDb,  présente dans la section « Liens externes ».
- Titre original : Jewtopia
- Réalisation : Bryan Fogel
- Scénario : Bryan Fogel et Sam Wolfson
- Pays d'origine :  États-Unis
- Langue originale : anglais
- Format : couleur - 35 mm
- Genre : comédie romantique
- Dates de sortie[1] :
  - États-Unis : 2012 (Festivals) ; 2014 (sortie en DVD)
  - Canada : 10 février 2015 (sortie en VOD)
  - France : 19 mai 2023 (sortie en VOD)

## Distribution
Sauf indication contraire, les informations mentionnées dans cette section peuvent être confirmées par la base de données cinématographiques IMDb,  présente dans la section « Liens externes ».
- Jennifer Love Hewitt : Alison Marks
- Ivan Sergei : Christian O'Connell
- Joel David Moore : Adam Lipschitz
- Crystal Reed : Rebecca Ogin
- Wendie Malick : Marcy Marx
- Peter Stormare : Buck O'Connell
- Nicollette Sheridan : Betsy O'Connell
- Lin Shaye : Dr Sutton
- Rita Wilson : Arlene Lipschitz
- Sharon Wilkins (en) : infirmière Boo
- Jamie-Lynn Sigler : Hannah Daniels
- Camryn Manheim : Eileen Daniels
- Tom Arnold : Bruce Daniels
- Jon Lovitz : Dennis Lipschitz
- Rachel Fox : Jill Lipschitz
- Dominique Grund (it) : Alison Marks jeune
- Elaine Tan (en) : Sala Khan

## Autour du film
Le film a été inspiré par Jewtopia (en), pièce de comédie à succès, de 2003, jouée à West Hollywood en Californie, puis dans l'Off-Broadway.